# Чернявский, Лео
Лео Чернявский (англ. Leo Cherniavsky, при рождении Пинхас-Лейб Аврумович Чернявский; 30 августа 1890, Умань — 18 сентября 1974, Кейптаун) — канадский скрипач украинского происхождения.

## Биография
Родился 30 августа (по старому стилю) 1890 года в Умани в еврейской семье. Мать — Рухля Чернявская. Отец, Аврум Чернявский (1856—1938), учил музыке всех своих детей и в 1901 году составил из трёх малолетних сыновей, Лео, Яна и Мишеля, фортепианное трио, вплоть до 1906 года успешно гастролировавшее по всей Европе, в 1908—1909 годах совершившее гастрольный тур по Южной Африке, в 1912—1914 годах по Индии, Австралии и Новой Зеландии, а в 1916—1918 годах концертировавшее в Северной Америке. Главным учителем Лео Чернявского в России был его старший брат Григорий, затем в Европе у него была возможность брать уроки у Эжена Изаи; утверждается также, что значительное влияние на игру Чернявского оказал Август Вильгельми. В 1911 году трио Чернявских познакомилось в Лондоне с танцовщицей Мод Аллан, их последующие азиатские гастроли частично проходили совместно; несмотря на семнадцатилетнюю разницу в возрасте, Лео Чернявский и Аллан имели бурный роман.

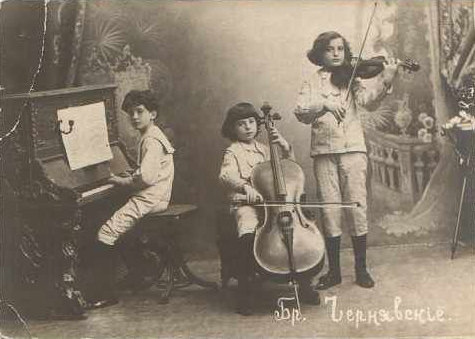
Трио Чернявских (до 1906 года)

После того как трио Чернявских было распущено в 1934 году, Лео Чернявский продолжил сольную карьеру, преимущественно в Азии и Австралии; в Индии в 1935 году дал три концерта по радио. Уже с 1920-х годов выступал также как продюсер — в частности, организовывал гастроли Анны Павловой в Южной Африке (1925).